# Сіпарая кармінова

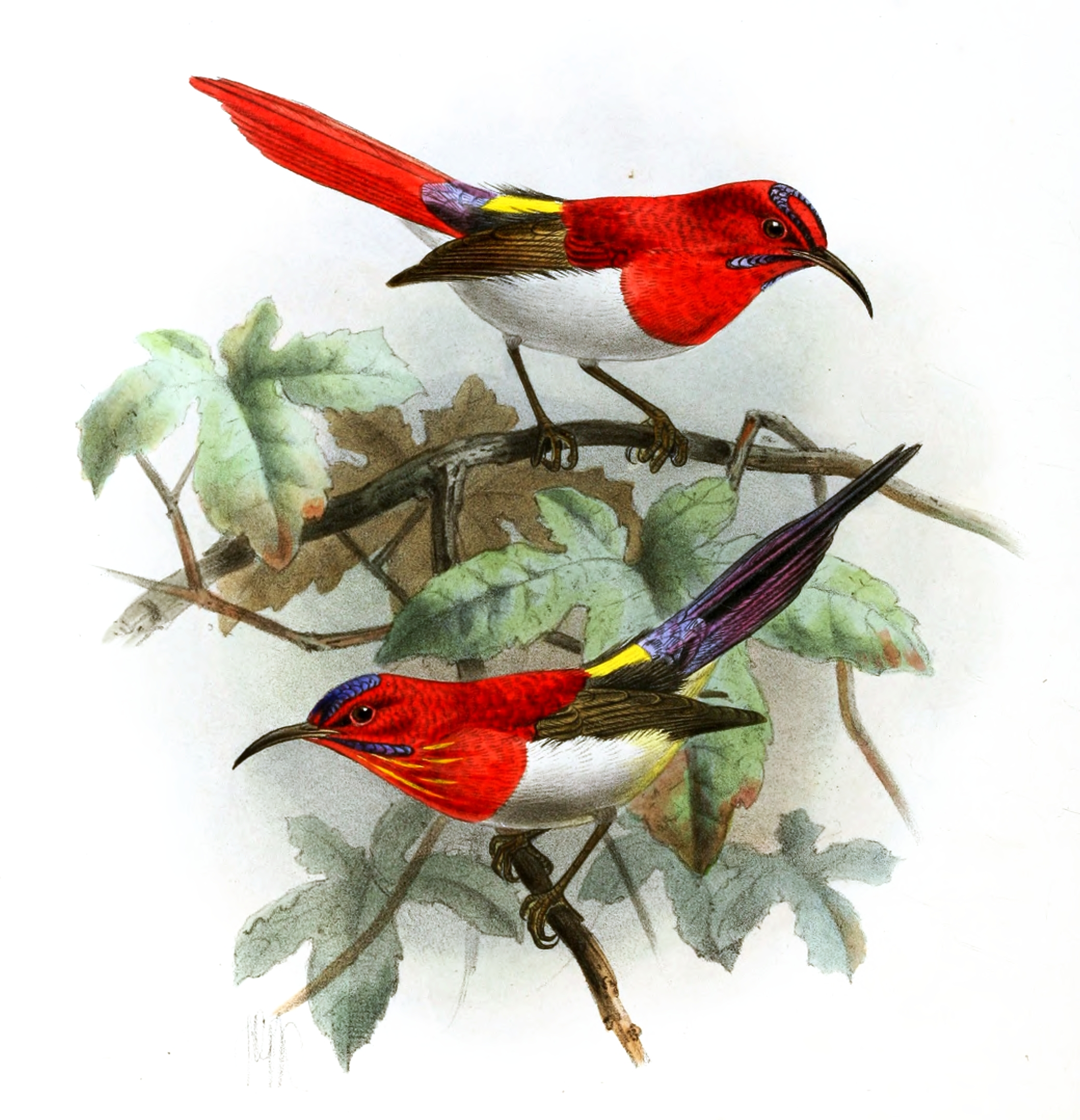
Пара кармінових сіпарай

Сіпарая кармінова (Aethopyga temminckii) — вид горобцеподібних птахів родини нектаркових (Nectariniidae). Мешкає на Малайському півострові, Суматрі та на Калімантані. Вид отримав назву на честь голландського зоолога Конрада Якоба Темінка Генетично близькі до білочеревих сіпарай.

## Опис
Довжина самців становить 12,5 см, довжина самиць 10 см. Забарвлення самців здебільщого червоне, за винятком сірого живота. чорно-оливкових крил, жовтих і пурпурових смужок на спині, пурпурових смужок на голові і чорних плям навколо очей. Забарвлення самиць тьмяно-оливкове, за винятком рудих або жовтих смужок на крилах і рульових перах.

## Поширення й екологія
Кармінові сіпараї мешкають в Індонезії, Малайзії, Брунеї і Таїланді (на перешийку Кра). Живуть у тропічних вологих гірських і рівнинних лісах.